# 凯莱蒂·阿格奈什
凯莱蒂·阿格奈什（匈牙利語：Keleti Ágnes，1921年1月9日—2025年1月2日），匈牙利女子体操运动員，生涯共获得10枚奥运会奖牌（5金3银2铜），被認為是有史以來最成功的猶太奧運運動員之一，去世前亦是最長壽的奧運金牌得主。戰後，她從澳大利亞移居至以色列，曾被授予以色列獎和入选国际体操名人堂。

## 生平

### 早年經歷
1921年1月9日，凱萊蒂於匈牙利王國(現匈牙利)的首都布達佩斯出生。她自四岁开始练习体操，原因是醫生診斷出肺部有缺陷並建議做一些運動。
在1937年，凱萊蒂十六歲時成為匈牙利體操全國冠軍。在第二次世界大戰期間，她因擁有猶太血統而被禁止回到自己的體操俱樂部和匈牙利國家隊。戰爭期間，她的母親和妹妹能夠獲得保護護照，但她的父親和親戚在奧斯威辛集中營喪生。她用一生的積蓄購買了一個假身份才能以逃脫。
1944-45年冬天，在第二戰接近尾聲的蘇聯軍隊圍攻布達佩斯期間，凱萊蒂會收集死者的屍體，並每天早上將他們安置在萬人坑中。

### 體育生涯
戰後凱萊蒂重返體操並於1946年她贏得了她的第一個匈牙利體操冠軍。1947年，她贏得了中歐體操冠軍。她獲得了1948年倫敦奧運會的資格，但由於腳踝韌帶撕裂而錯過了比賽。在1949年的世界大學運動會上，她贏得了四枚金牌、一枚銀牌和一枚銅牌。當她最終在赫爾辛基奧運會首次亮相時個人贏得了金牌和銅牌，以及團隊賽的銀牌和銅牌。。1954年的世界體操錦標賽，個人獲得高低桿和平衡木的金牌和銅牌，以及團隊賽的銀牌。
1956年參加墨爾本奧運時獲得了多達四枚金牌和兩枚銀牌。
35歲的她成為獲得奧運會體操金牌的最年長女性。在她的職業生涯中，從1937年到1956年，她十次奪得奥运奖牌。

### 逃亡及退役

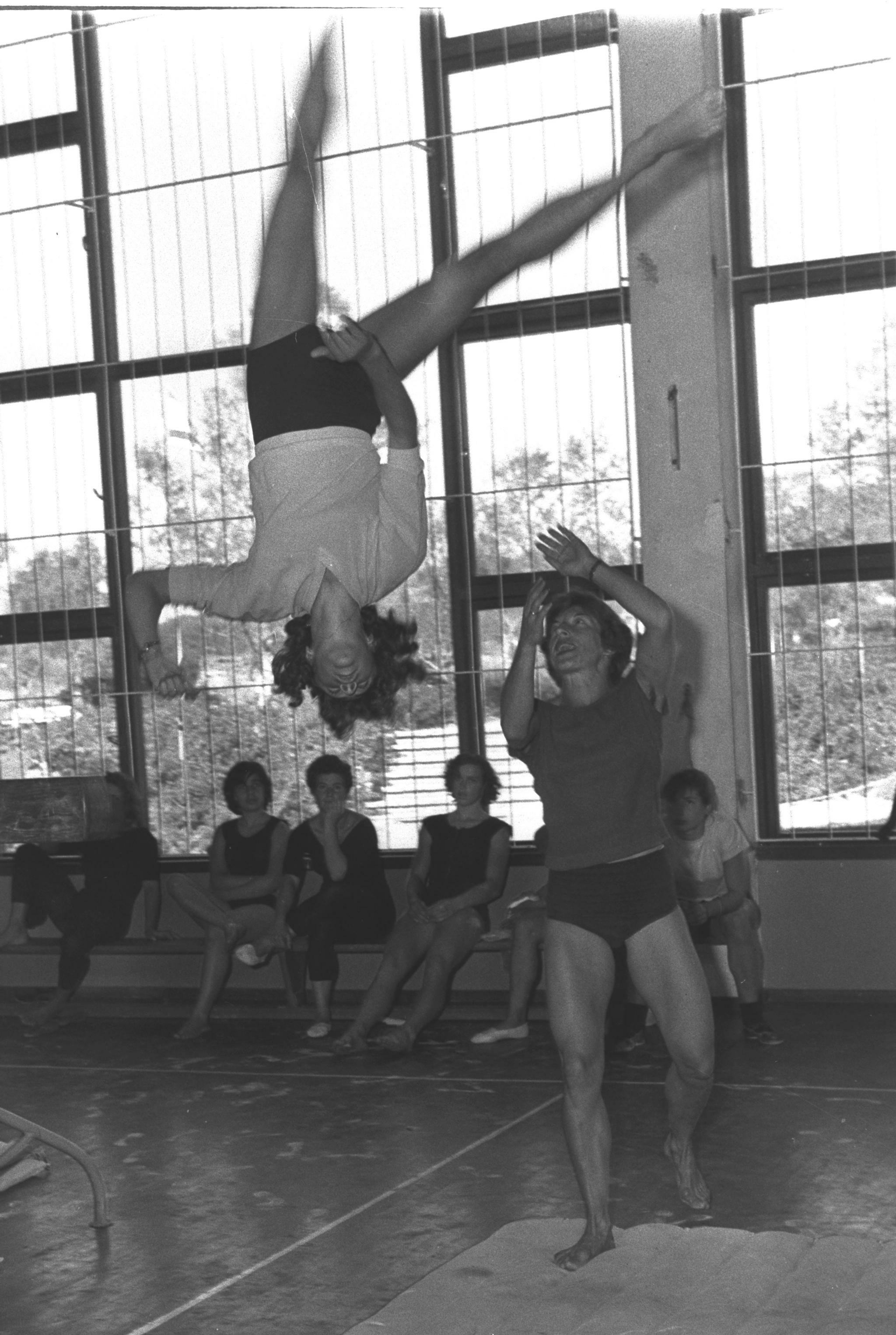
凱萊蒂於以色列溫蓋特學院培訓一位學員，1960年5月12日

1956年，墨爾本奧運會舉辦期間蘇聯入侵匈牙利，包括她在內的44名匈牙利代表選手們決定不回國並流亡至澳洲，申請政治庇護。她的母親和妹妹亦從匈牙利移至澳大利亞。翌年，以色列體育人士邀請凱萊蒂參加以色列特拉維夫舉行的第5屆馬加比厄運動會。從此，她喜歡這個國家並與母親和妹妹移居至以色列。
退役後，她與匈牙利體育教師比羅·羅伯託再婚並生了2個兒子。她曾在特拉維夫大學擔任幾年體育講師，並在溫蓋特學院擔任體育講師和以色列體操國家隊教練至1990年代。

### 榮譽
- 1981年，凱萊蒂入選國際猶太體育名人堂（英语：International Jewish Sports Hall of Fame）[22]
- 1991年，入選匈牙利體育名人堂。[23]
- 2001年，入選國際女子體育名人堂。[24]
- 2002年，入选国际体操名人堂。[25]
- 2004年，被評為匈牙利12名“全國運動員”。[26]
- 2005年，克里斯蒂安·薩內茨基（英语：Krisztián Sárneczky）發現小行星，並以她的名字265594 Keletiágnes命名。[27]
- 2017年2月，以色列授予給她最高榮譽的以色列獎。[28]

### 晚年與逝世
她表示自己常住在以色列的海爾茲利亞，每天至少遊泳和跑步一小時。
從2024年12月底開始，她因肺炎引起的心力衰竭和呼吸困難住院。
2025年1月2日凌晨，匈牙利奧委會宣布凱萊蒂在布達佩斯的軍方醫院去世，享年103歲，距離她的104歲只有一周。生前她是世上最長壽的奧運金牌獲獎者。

## 悼念及葬禮
以色列以數小時的悼念儀式向凱萊蒂致敬。羅馬尼亞運動員納迪婭·科馬內奇亦向她緬懷。 當地北福音教區主教塔馬斯·法比尼宣佈會在凱萊蒂1月9日的葬禮上，在她生前就讀的學校福音高中（Deák Square)的入口處將懸掛一面黑色旗幟。

## 家庭
她的父親（Ferenc Klein)和其他親戚被轉移到奧斯威辛集中營被納粹毒害，她和其他家人則找到了避難所「瑞典之家」，以幫助猶太人逃離集中營而聞名。
1944年，她與猶太人斯蒂芬·德龙匆匆結婚。斯蒂芬-德龙同為匈牙利體操運動員，在1930年代曾獲得全國冠軍和參加1936年柏林奧運會。在二戰結束後，於1950年與斯蒂芬·德龙離婚。
1959年，她與在以色列認識的匈牙利體育老師羅伯特·比羅（Robert Biro）再婚，育有兩個兒子丹尼爾（1963-）和拉斐爾（1964-）。